# L'homme parlant
L'homme parlant (en francés, El hombre que habla o El hombre hablando), traducido en ocasiones como El orador o El hombre parlante, es una obra en bronce del escultor francés Léon-Ernest Drivier ubicada en la Plaza Intendente Alvear de Buenos Aires, en el barrio de la Recoleta. La escultura, realizada por Drivier en 1928, simboliza a un orador que alza el brazo derecho en actitud de tomar la palabra para expresar su posición.
Es considerada, junto con otras obras de artistas franceses que pueblan los parques de la Recoleta, parte del esfuerzo de la arquitectura academicista por imitar a París, corriente que prevaleció en la arquitectura y el urbanismo porteños entre 1890 y 1940.

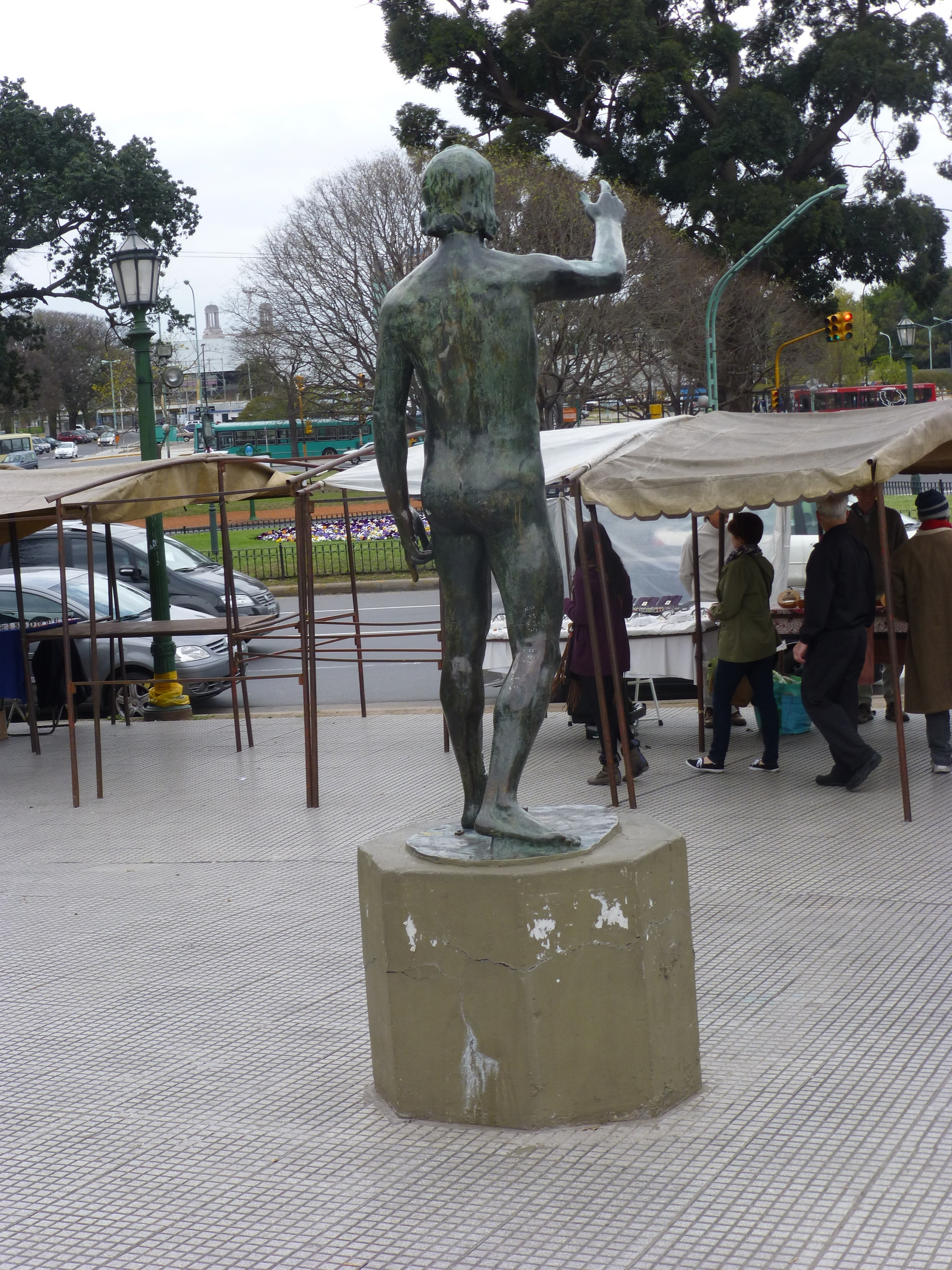
Vista posterior.
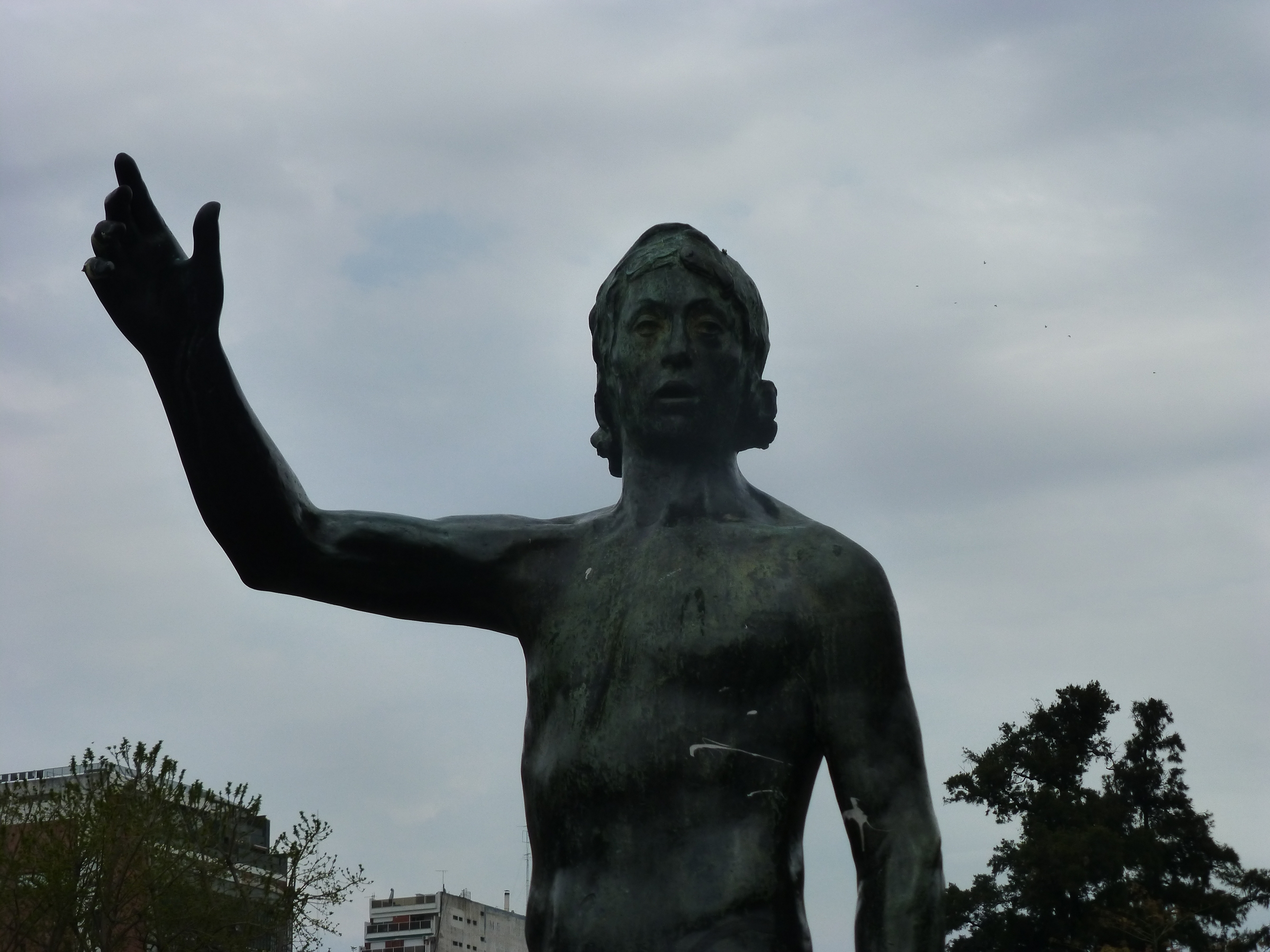
Detalle del rostro.
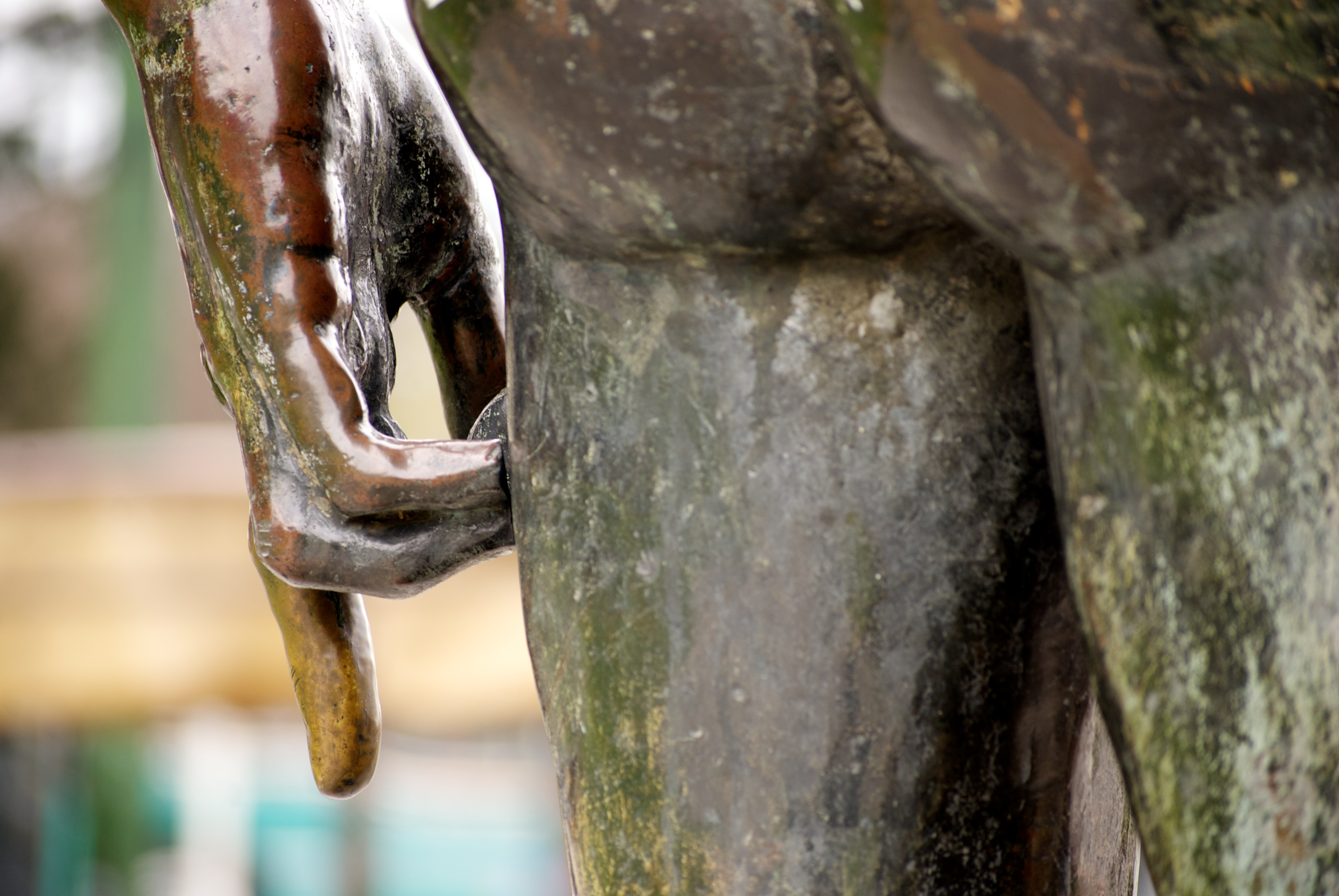
Detalle de la mano izquierda.